# 内务人民委员部第00447号命令
内务人民委员部第00447号命令是尼古拉·叶若夫於1937年7月30日簽發的命令。 
为执行该命令，蘇聯當局在国家和地区层级（边疆区和州）创设了大量三人法庭。第447号命令明文规定了所有三人法庭的具体工作人员。第447号命令还指示内务人民委员部将富农等其他社会反苏分子分为两大类：第一类是要被最终枪决的；第二类则是要被送入古拉格劳改营系统的。命令很快便得到了落实。至1937年8月15日，101000人被捕，14000人被定罪。至1938年年底，内务人民委员部已经为执行第447号命令而处决了386798名苏联公民。